# Imanuel, o Romano
Imanuel, o Romano ou Manoello Giudeo עמנואל הרומי (hebraico Imanuél HaRomí) (Roma c. 1261 - Fermo pós 1328) era um poeta no idioma hebraico e lingüista judeu que vivia em Roma, Itália.
Imanuel o Romano era o escritor da comunidade judaica romana, estudou a gramática hebraica, filosofia e cabala e escrevia poesia. Imanuel o romano tinha excelentes conhecimentos de várias línguas: além do hebraico e do italiano dominava o latim.
Imanuel o Romano era provavelmente o primeiro a escrever sonetos na língua hebraica, que era então popular na literatura italiana. Seu livro "Cadernos de Imanuel" é a obra mais conhecida dele. O livro nos conta sobre assuntos da época do renascimento, poesia litúrgica, poesia de moral, piadas, ciência e até xingamentos.
O conteúdo do livro era controvercial nesta época e Rabino José Caro até proibiu a leitura nos livros de Imanuel no seu livro "Shulchan Aruch".